# Boeing B-47 Stratojet
El Boeing B-47 Stratojet (designación de la compañía Boeing Model 450) fue un avión de bombardeo estratégico estadounidense ya retirado del servicio, de largo alcance, con seis motores y propulsado por turborreactores, diseñado para volar a alta velocidad subsónica y a gran altitud para evitar a los aviones interceptores enemigos. La misión principal del B-47 era la de bombardero nuclear capaz de atacar objetivos dentro de la Unión Soviética.
El desarrollo del B-47 se remonta a un requerimiento expresado por las Fuerzas Aéreas del Ejército de los Estados Unidos (USAAF) en 1943 por un bombardero de reconocimiento que aprovechara la recientemente desarrollada propulsión a chorro. Otra innovación clave adoptada durante el proceso de desarrollo fue el ala en flecha, basada en la investigación alemana capturada. Con sus motores colocados en góndolas debajo del ala, el B-47 representó una innovación importante en el diseño de aviones de combate posteriores a la Segunda Guerra Mundial y contribuyó al desarrollo de los modernos aviones de pasajeros a reacción. En abril de 1946, la USAAF ordenó dos prototipos, designados "XB-47"; el 17 de diciembre de 1947, el primer prototipo realizó su vuelo inaugural. Enfrentándose a la competencia como el North American XB-45, el XB-46 y el XB-48, se firmó un contrato formal por 10 bombarderos B-47A el 3 de septiembre de 1948. Esto sería seguido pronto por contratos mucho más grandes.
Durante 1951, el B-47 entró en servicio operativo con el Mando Aéreo Estratégico (SAC) de la Fuerza Aérea de los Estados Unidos, convirtiéndose en un pilar de su fuerza de bombarderos a finales de la década de 1950. Se fabricaron 2032 ejemplares, costando cada unidad 1,9 millones de dólares, para satisfacer las demandas de la Fuerza Aérea, impulsada por las tensiones de la Guerra Fría. El B-47 estuvo en servicio como bombardero estratégico hasta 1965, momento en el que había sido reemplazado en gran medida por aviones más capaces, como el propio B-52 Stratofortress de Boeing. El B-47 también fue adaptado para realizar una serie de otros roles y funciones, incluido el reconocimiento fotográfico, la inteligencia electrónica y el reconocimiento meteorológico. Si bien nunca entró en combate como bombardero, los RB-47 de reconocimiento ocasionalmente serían atacados cerca o dentro del espacio aéreo soviético. El modelo permaneció en servicio como avión de reconocimiento hasta 1969. Algunos sirvieron como aviones de pruebas de vuelo hasta 1977.

## Desarrollo

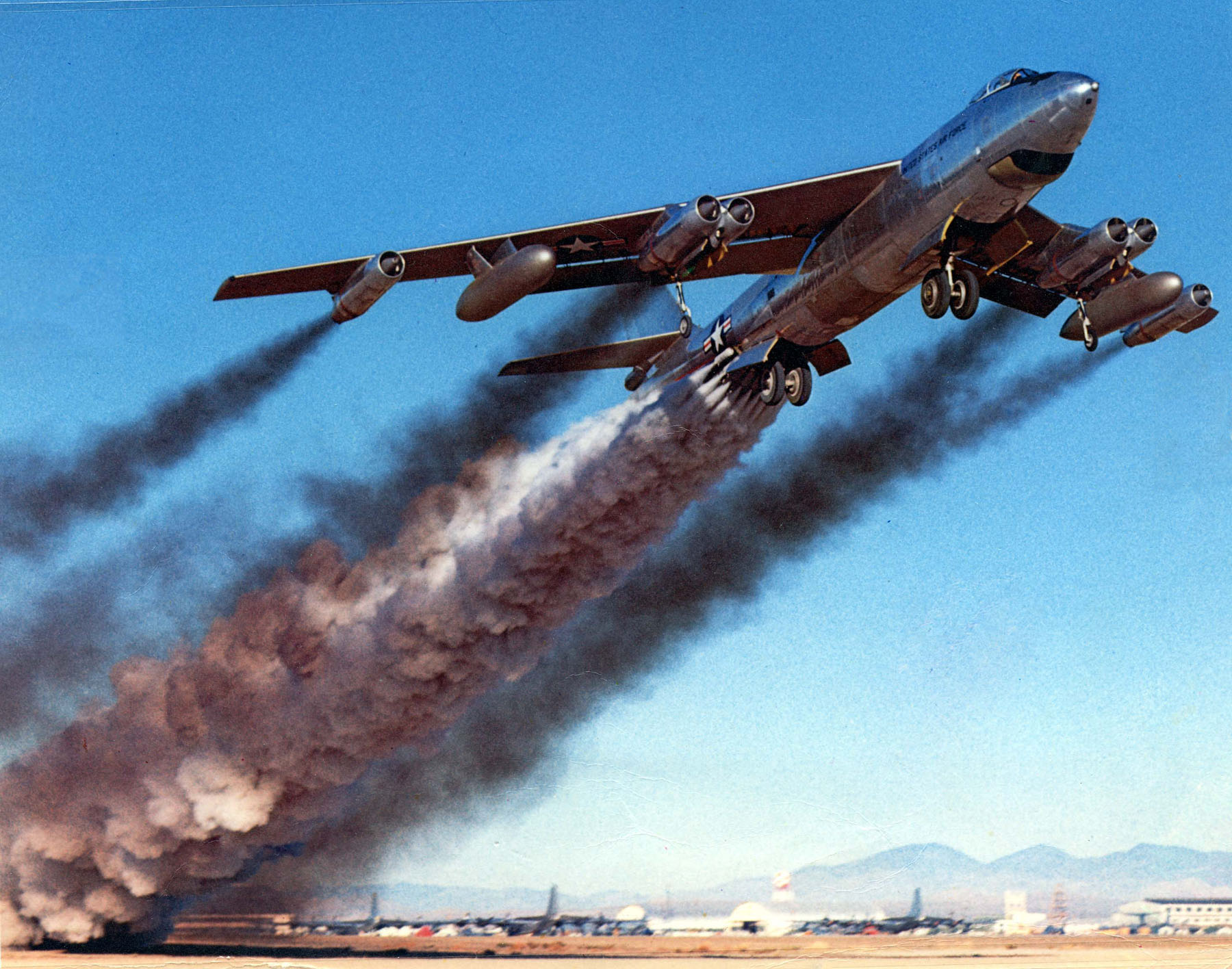
B-47 utilizando botellas JATO para reducir la distancia de despegue.

A principios de 1944, cuatro compañías trabajaban en el diseño de un avión de reconocimiento/bombardero propulsado a reacción, que cumpliese con las especificaciones preparadas por las USAAF; y la oferta inicial de Boeing frente a esta demanda (el Model 424) no consiguió generar ningún interés. 
A finales de 1944, la compañía Boeing realizó una nueva propuesta (Model 432), con motores implantados en la sección central del fuselaje y un ala recta similar a la del Model 424. Esta vez obtuvo un contrato que abarcaba la definición del proyecto y la preparación de una maqueta, pero durante esta etapa de su desarrollo, Boeing tuvo conocimiento de los datos aerodinámicos experimentales de Alemania que empezaban a divulgarse una vez terminada la guerra en Europa, como el diseño del avión de combate Messerschmitt Me 262 de ala en flecha y motores de turbina en góndolas bajo las alas.
Las investigaciones alemanas en el campo de las alas en flecha decidieron a Boeing a adoptar en el proyecto de su Model 448 una configuración en flecha, con un total de seis motores instalados en la parte central del fuselaje. Sin embargo, esta instalación de la planta motriz fue rechazada por las USAAF, que consideró que crearía problemas de mantenimiento y de seguridad, por la posición de los motores sobre el fuselaje central. 
Por consiguiente, Boeing propuso un cuarto proyecto, el Model 450, que mantenía las alas en flecha, pero con sus seis motores situados en soportes subalares. Se finalizó la maqueta bajo esta configuración, tras la inspección oficial llevada a cabo en la primavera de 1946, llegó a un contrato por dos prototipos XB-47 (Model 450-3-3). Estos se diferenciaban de la maqueta por cambios entre los que se incluían una envergadura mayor y un tren de aterrizaje modificado.

## Diseño

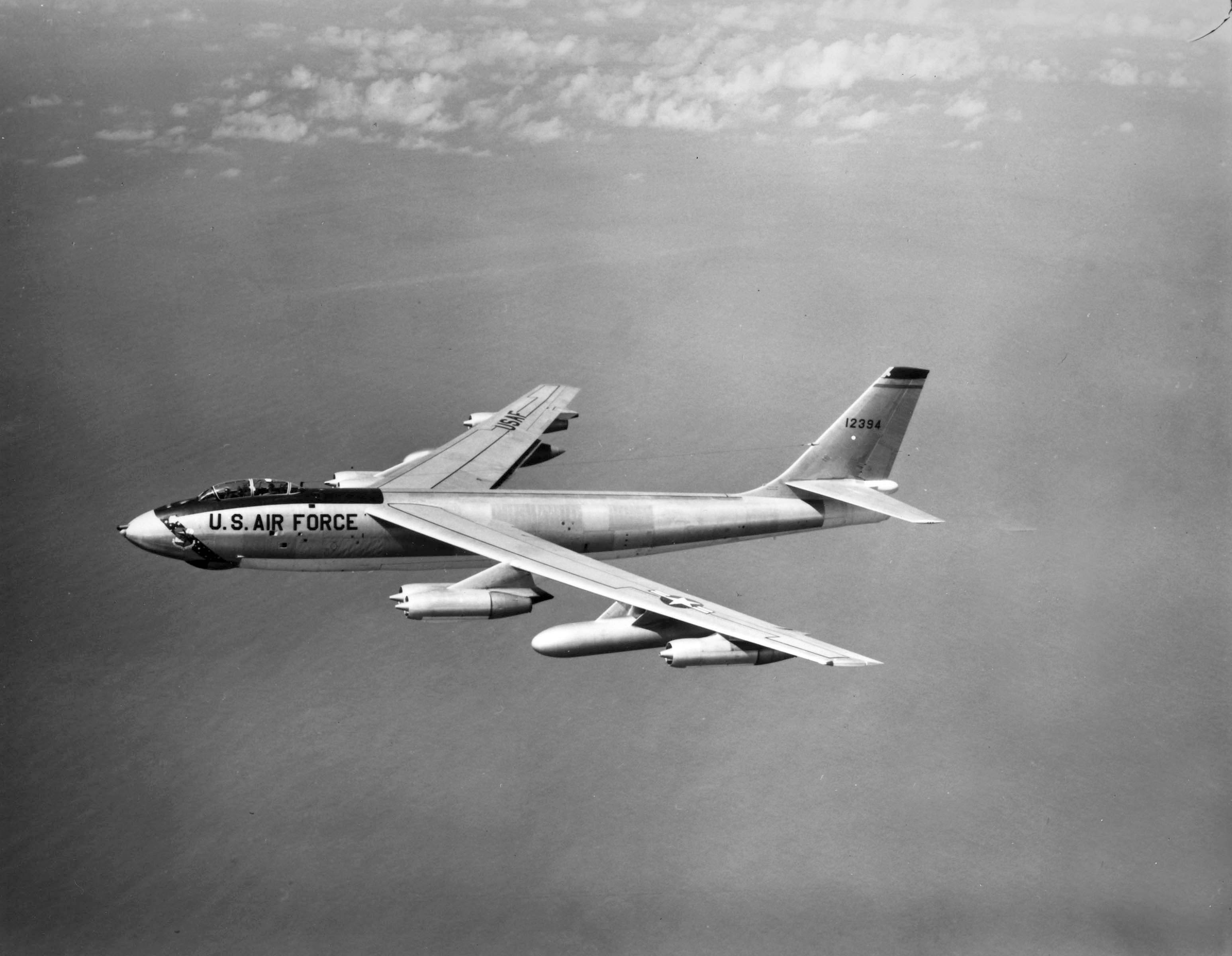
Boeing B-47 Stratojet.

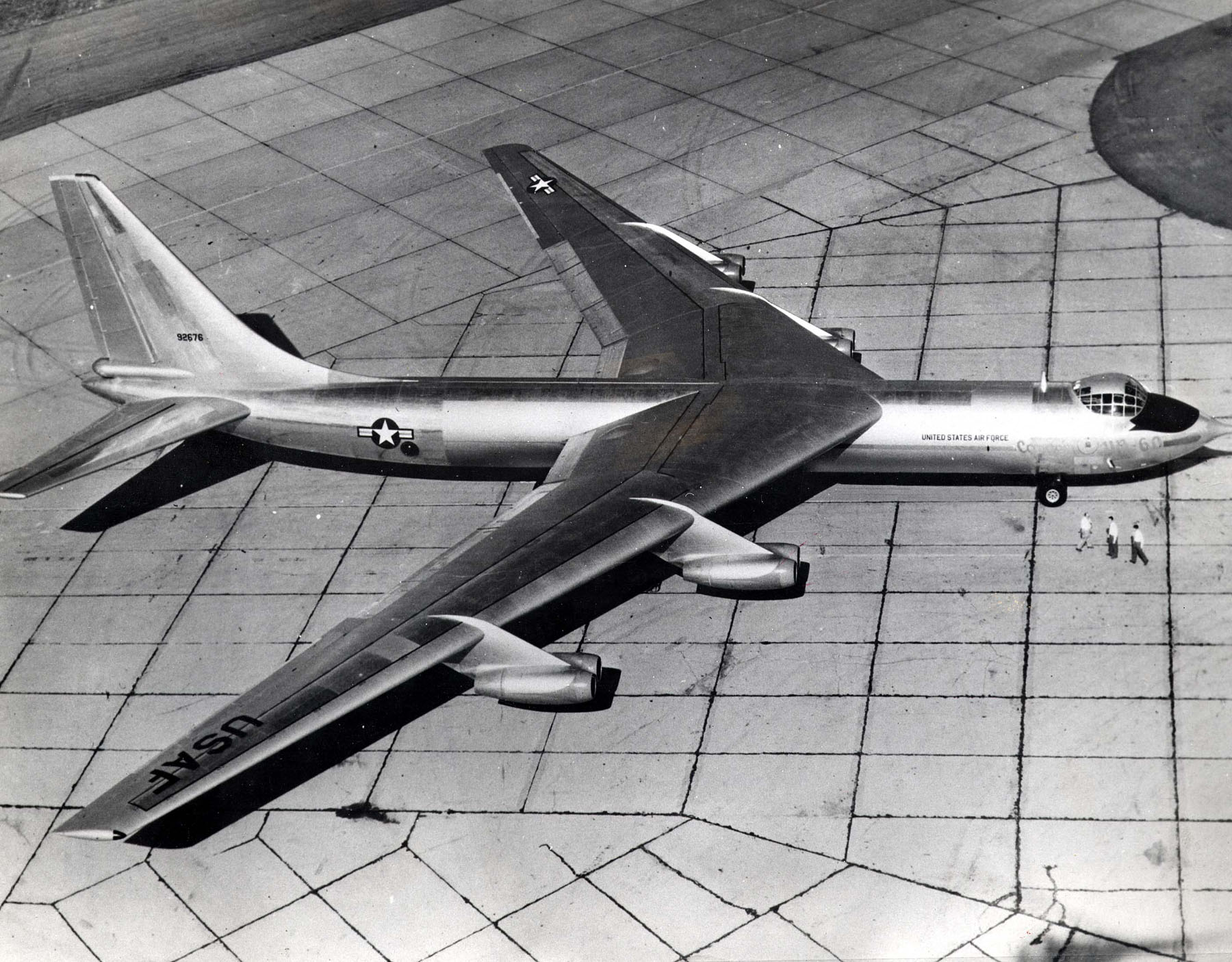
Convair YB-60, con las nuevas alas en flecha y motores a reacción, competidor no oficial del B-52.

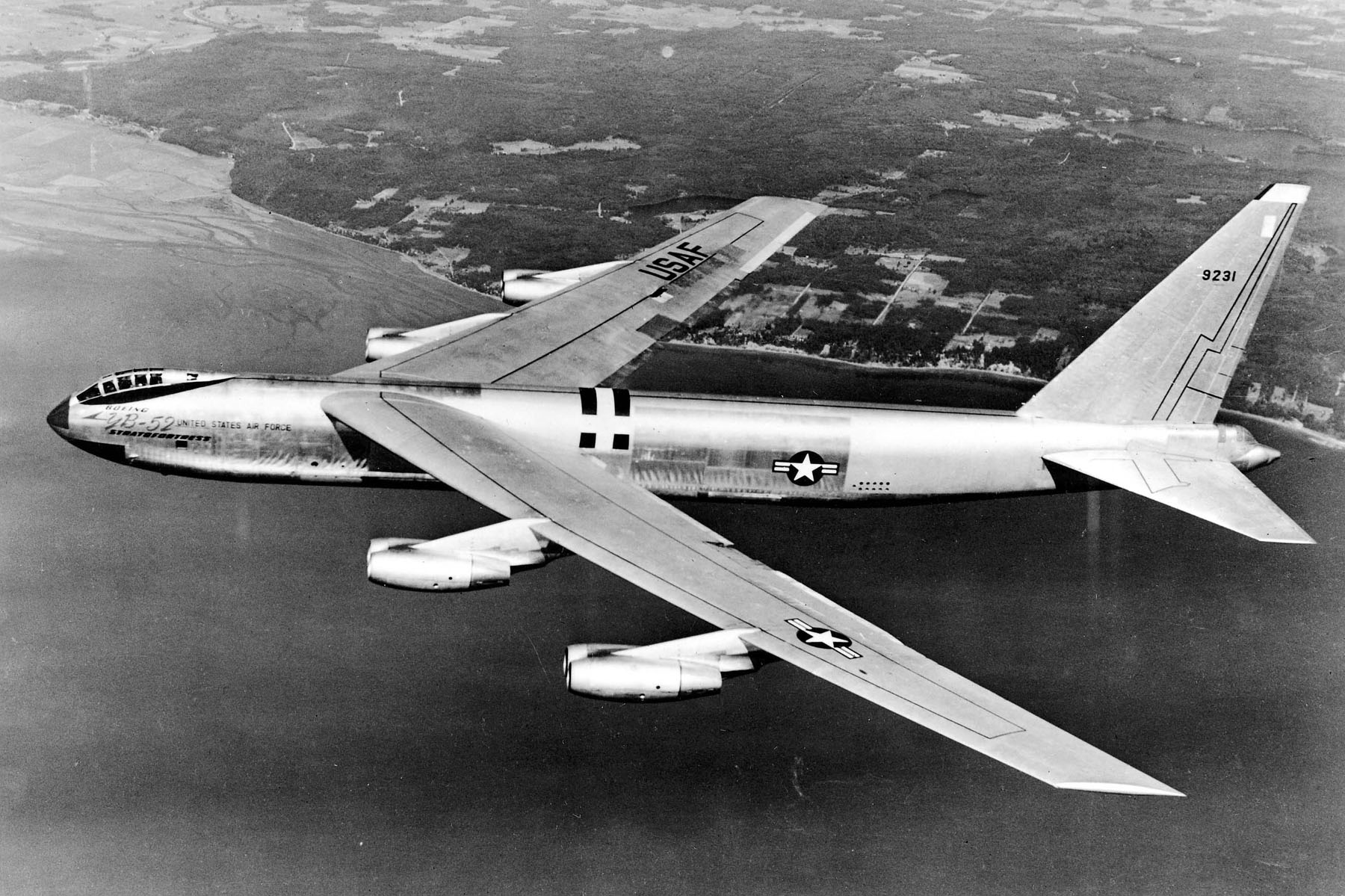
Avión de pruebas YB-52, con cabina de burbuja similar a la del B-47 Stratojet.

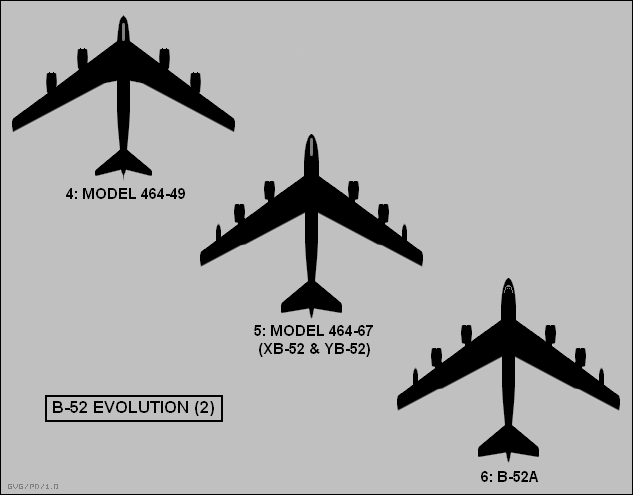
(4) Model 464-49 (1949),
(5) Model 464-67/XB-52/YB-52 y
(6) B-52A (1952) diseños posteriores.

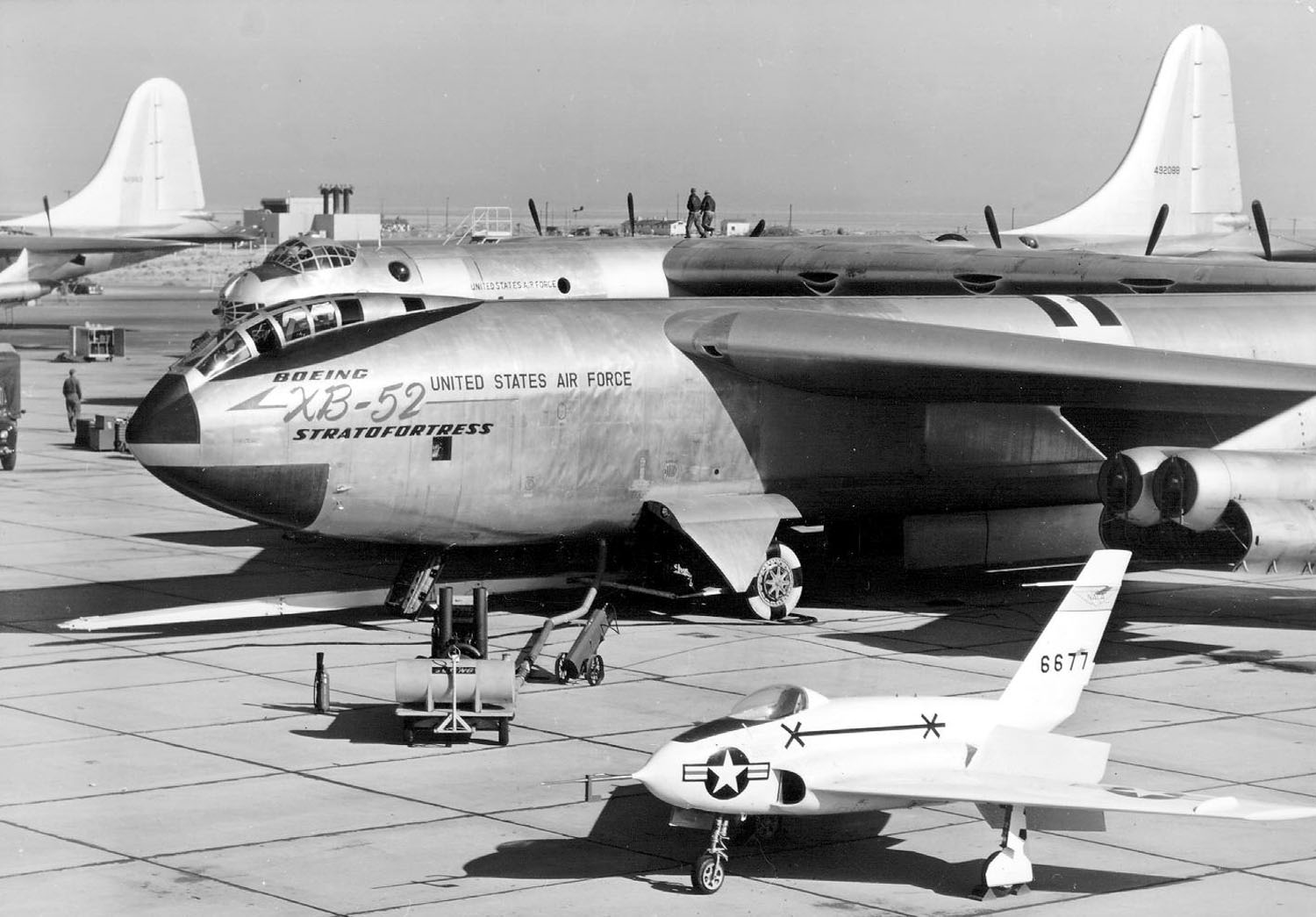
Prototipo XB-52 en la pista de vuelo con la misma cabina del B-47, (X-4 Bantam delante, B-36 detrás).

Era un avión bombardero nuclear de peso medio y de largo alcance, capaz de alcanzar la Unión Soviética volando desde el territorio continental de Estados Unidos y Alaska. Estaba equipado con seis motores a reacción, dos de ellos juntos en góndolas bajo las alas y un motor a reacción adicional, en la parte exterior del ala. Sus delgadas alas en flecha estaban diseñadas para alcanzar alta velocidad. 
El primero de los dos prototipos efectuó su vuelo inaugural el 17 de diciembre de 1947, con excelentes resultados, ya que era un avión muy avanzado para su época y de alta velocidad, debido entre otras cosas a la ubicación de sus motores, diseñado a pocos años de terminada la Segunda Guerra Mundial como un nuevo concepto de avión bombardero. 
La tripulación estaba compuesta por piloto, copiloto/operador de sistemas defensivos y el bombardero, en una cabina presurizada. El piloto y copiloto estaban sentados en tándem en asientos de eyección, la cabina tenía una posición alta y en forma de cúpula, como un avión de combate convencional y permitía buena visibilidad al piloto. El bombardero estaba sentado en la parte delantera de la nave, para controlar el lanzamiento de las bombas nucleares con una mira especial, en forma similar al bombardero Convair B-36 que buscaba reemplazar. En la parte baja de la cabina tenía un abultamiento, donde estaba localizado el radar de navegación. 
Los tripulantes ingresaban a la aeronave mediante una pequeña compuerta y escaleras al costado izquierdo de la cabina de mando, justo delante del tren de aterrizaje delantero, y se comunicaban con un pequeño pasillo en el interior de la cabina de mando, el piloto y copiloto, podían saltar fuera de la nave desde asientos de eyección, pero el bombardero debía saltar por la compuerta lateral de la aeronave, como los tripulantes de los aviones bombarderos de esa época.
El XB-47 disponía de unas alas en flecha delgadas de alta velocidad, de perfil laminar de gran alargamiento, de implantación alta sobre el fuselaje central y tan delgadas que no podían incorporar depósitos de combustible en su interior. La delgada estructura de las alas comportaba asimismo una gran flexibilidad, de forma que las puntas oscilaban hasta 1,52 m arriba y abajo en posición normal, permitía a la aeronave tener alta velocidad y realizar maniobras de giros cerrados, en forma comparable a un avión de combate, siendo un avión bombardero de alta maniobrabilidad que le permitía lograr mayor alcance, al reducir la resistencia al aire en alta velocidad, ahorrar combustible y volar a mayor altitud, para tener gran capacidad de supervivencia en combate sobre territorio enemigo, siendo el bombardero más rápido de construcción en serie durante la década de 1950. 
El fuselaje central era delgado y se proyectaba hacia atrás en forma de bulbo, y los elevadores traseros estaban conectados a la base del timón vertical y de profundidad, en un diseño muy estilizado para lograr alta velocidad, reducir la resistencia y aumentar su capacidad de sustentación. El fuselaje central tenía cohetes integrados en su diseño para asistir al despegue de la nave, justo detrás de las alas principales y sobre el tren de aterrizaje trasero.
La estructura de las alas también obligaba a un diseño del tren de aterrizaje poco usual, ya que no dejaban espacio donde albergar las patas del tren de aterrizaje. En su lugar se montaron en el fuselaje central, unas patas retráctiles en tándem, provistas de ruedas dobles que giraban juntas y se alojaban en el interior del esbelto fuselaje; en tierra, durante las maniobras de despegue y aterrizaje, se aseguraba la estabilidad mediante unas pequeñas ruedas situadas fuera del fuselaje, que podían retraerse en el interior de las góndolas de los motores interiores. 
Pronto se comprobó que unas patas con trenes de aterrizaje tan separadas impedían la rotación normal durante el despegue en la pista de aterrizaje, y en consecuencia, se proyectó la altura de las patas principales de forma variable, para que el avión tuviese en la pista la misma disposición que en el aire, y también podían girar. Una vez alcanzada la velocidad normal de vuelo se levantaban un poco, para reducir la resistencia y aumentar la velocidad; tenía diferentes posiciones para el aterrizaje, el despegue y las maniobras en la pista. 
En cada ala iban asimismo, suspendidos, tres motores montados en góndolas, dos de ellos en pareja y el tercero a poca distancia de la punta alar; en el prototipo estos eran General Electric J35, cada uno con un empuje de 1701 kg, y luego se instalaron los más potentes General Electric J47. La gran potencia de estos nuevos motores aumentaba su velocidad y altitud operativa. El piloto debía mantener la aeronave volando entre una franja de altitud y velocidad especificada por el fabricante, para evitar que las alas vibrasen a alta velocidad, donde en teoría podrían desprenderse por la velocidad del viento sobre la parte externa de las mismas.
El fuselaje delgado para lograr alta velocidad suministraba acomodo para una tripulación de tres personas: piloto, copiloto/artillero, y navegante/bombardero. Una gran bodega de bombas permitía alojar las grandes y pesadas bombas termonucleares de la época, aunque también podía transportar casi 10 000 kg de bombas convencionales, bajo las alas y en la bodega de armas, en mejoras posteriores, podía transportar depósitos de combustible externos bajo las alas y cuatro misiles equipados con conos nucleares.
Se había previsto la instalación de unidades JATO (despegue asistido por cohetes) y el armamento defensivo de control remoto, instalado en la cola, podía ser accionado manualmente por el copiloto, apuntado y disparado por medio de un radar.
La evaluación del XB-47, por lo que ya entonces era la USAF, dio como resultado un contrato de 10 aviones de la variante B-47A (Model 450-10-9) solicitados para realizar pruebas de servicio a mayor escala y para su familiarización. Eran similares, en general, a los prototipos, se diferenciaban por disponer de unos turborreactores J47-GE-11 más potentes, con 2359 kg de empuje unitario, y fueron utilizados ampliamente para evaluar la mejor disposición del armamento de cola y de su control de tiro. 
El primer B-47A realizó su vuelo inaugural el 25 de junio de 1950, día que coincidió con el inicio de la guerra de Corea, un conflicto que iba a acelerar la demanda de grandes cantidades del nuevo bombardero de la USAF, pero todavía no estaba listo para entrar en combate. Tanta fue la urgencia con que se pidieron para entrar en combate, que para complementar la producción obtenida en Wichita (Kansas) por Boeing, se renovó la asociación de productores de la II Guerra Mundial, entre Boeing, Douglas y Lockheed, construyendo juntas gran cantidad de estos bombarderos. Estas dos últimas compañías construyeron el B-47 en Tulsa y Marietta, respectivamente.
Sirvió durante muchos años como un arma de disuasión nuclear, por la gran cantidad de estos bombarderos que se construyeron, más de 2000 unidades en 10 años, justo antes de la entrada de construcción en serie de los nuevos misiles ICBM, que podían ser lanzados más rápido y con mayor precisión, evitando la pérdida de bombarderos y la captura de pilotos en una situación de guerra, sirviendo como la nueva arma de disuasión nuclear, que prometía ser el futuro de la disuasión nuclear en la segunda etapa de la Guerra Fría. 
Aunque su reemplazo programado fue el bombardero Boeing B-52 Stratofortress, más grande y pesado, con ocho motores a reacción, más caro de producir y del que se construyeron menos de 750 unidades, su diseño de peso medio, con alas delgadas y en flecha, especialmente para alta velocidad, promovió la construcción de diferentes modelos del bombardero pesado en ala en flecha B-52 con cuatro tripulantes y el bombardero supersónico en ala delta Convair B-58 Hustler, del que se construyeron 116 unidades, que también tendría motores a reacción en góndolas bajo las alas y sería controlado solamente por tres tripulantes. 
El B-47 fue uno de los bombarderos de mayor construcción en serie, junto con el bombardero soviético Tupolev Tu-16, del que es comparable en peso, tamaño y velocidad, pero por el alto coste de construcción de los nuevos bombarderos, su coste de mantenimiento y vuelo por hora, se destinaron más recursos económicos para la construcción de misiles ICBM, de los que se llegaron a construir más de 8000 unidades, superando las 2032 unidades del bombardero estratégico B-47 y las 3970 unidades del bombardero de hélice Boeing B-29 Superfortress en tiempo de guerra, antes de los tratados de limitación de armas estratégicas SALT entre la Unión Soviética y Estados Unidos, que también limitaban la cantidad de aviones bombarderos que se podrían construir.
Debido a la aparición de nuevos misiles ICBM, los misiles tácticos con mayor precisión, embarcados en submarinos y barcos de guerra, estos aviones bombarderos de largo alcance quedaron obsoletos y no se continuó con el desarrollo de nuevos modelos de producción en serie, debido a su función muy específica de atacar objetivos enemigos lejanos en caso de una guerra convencional o nuclear.

### Versiones B-47B y B-47E
La primera versión realmente de serie, de las que se construyeron 399 unidades (381 por Boeing), fue el B-47B (Model 450-11-10). Douglas y Lockheed fabricaron dieciocho aeronaves, respectivamente, que sirvieron para establecer las nuevas líneas de producción en serie. 
La nueva versión se diferenciaba del B-47A por incorporar modificaciones estructurales que permitían su operación con un mayor peso bruto, al estar equipada para el reaprovisionamiento de combustible en vuelo, con una sonda sobre la cabina de mando, algo nuevo para la época, y por la disponibilidad, de instalar depósitos de combustible subalares adicionales. Los últimos aviones de serie, a partir del 88.º, disponían de motores J47-GE-23, de 2631 kg de empuje. El primero de ellos voló el 26 de abril de 1951, y entraron en servicio en la USAF unos dos meses más tarde.
La principal versión de serie fue el B-47E (Model 450-157-35), del que se construyeron más de 1600 unidades en las versiones de reconocimiento y bombardero. Ambas incorporaban una serie de cambios de importancia, entre ellos un tren de aterrizaje reforzado para su operación con mayores pesos, un morro modificado con receptáculo para el reaprovisionamiento de combustible en vuelo y asientos lanzables para la tripulación, la instalación de un paracaídas de frenado para acortar las distancias de aterrizaje, cambios en el armamento de cola con dos cañones de 20 mm, la sustitución del sistema JATO por un soporte exterior desechable para transportar hasta 33 cohetes de 454 kg de empuje, y la instalación de motores J47-GE-25, que desarrollaban un empuje unitario de 3266 kg provistos de inyección de agua.
El primer B-47E voló el 30 de enero de 1953, y entró en servicio con el Mando Aéreo Estratégico de la USAF poco después. En el momento cumbre de la utilización de los B-47, en 1957, 28 Alas de bombarderos medios del SAC (Strategic Air Command) se equipaban, cada una de ellas, con 45 B-47; otros 300 se utilizaban en otras funciones de apoyo y 320 bombarderos se mantenían en reserva, lo que sumaba un total de casi 1900 unidades operativas al mismo tiempo, la mayor fuerza de combate construida en tiempo de paz. Fue uno de los bombarderos más exitosos construidos en esa época. 
Se había previsto que el B-47 sería sustituido por un avión más avanzado en 1957, pero pronto se apreció que tendría que continuar en servicio hasta bien entrados los años sesenta, como un arma de disuasión nuclear de la USAF.
Este factor, sumado a la nueva exigencia de vuelo bajo en aproximación al objetivo "por debajo del radar", motivaron problemas de fatiga en las alas. Los ataques a baja cota exigían el empleo de una técnica para el lanzamiento de bombas nueva en un avión de bombardeo, la suelta brusca de las armas nucleares en el momento de iniciar la trepada, un sistema desarrollado anteriormente para los cazas. 
Ello implicaba una rápida aproximación a baja cota hacia el objetivo, un rápido ascenso hasta conseguir medio rizo (se soltaban las bombas justamente antes de que el avión alcanzase la posición vertical) y un rápido descenso de ala desde el extremo del rizo. Esta última parte de la maniobra constituía el clásico giro Immelmann, que situaba al B-47 lejos del objetivo mucho antes de que detonara la bomba, una maniobra de alto riesgo que forzaba el diseño de las alas. 
Las alas del B-47 no habían sido proyectadas para estas maniobras, ni para la vida más larga que se exigía de ellas, lo que obligó a unos costes muy elevados para la revisión y refuerzo de la estructura alar. Los B-47E convertidos de tal forma, recibieron la nueva designación B-47E-II. Los B-47B modificados más a fondo hasta alcanzar el estándar de los B-47E, más las modificaciones realizadas en la estructura alar, recibieron la designación B-47B-II.
Este programa, junto a otros dirigidos a la puesta al día de sus equipos, permitieron al B-47 alcanzar 15 años de servicio en primera línea antes de su retirada en 1966. Incluso entonces, sus unidades continuaron utilizándose en tareas de reconocimiento atmosférico, con el Mando de Transporte Aéreo Militar, hasta finales de 1969.

### Producción
| Variante    | XB-47 | B-47A | B-47B | B-47E | RB-47E | RB-47H | ERB-47H | RB-47K |
| Construidos | 2     | 10    | 399   | 1341  | 240    | 32     | 3       | 15     |

El número total de B-47 construidos fue de 2042.

## Especificaciones (B-47E-II)

### Características generales
- Tripulación: Tres (piloto, copiloto/operador de sistemas defensivos y bombardero)
- Carga: 11 000 kg (24 244 lb) para armas
- Longitud: 33,5 m (109,8 ft)
- Envergadura: 35,4 m (116 ft)
- Altura: 8,5 m (27,9 ft)
- Superficie alar: 132,7 m² (1428,4 ft²)
- Peso vacío: 36 630 kg (80 732,5 lb)
- Peso máximo al despegue: 89 893 kg (198 124,2 lb)
- Planta motriz: 6× turborreactor General Electric J47-GE-25.
  - Empuje normal: 32 kN (3266 kgf; 7200 lbf) de empuje cada uno.

### Rendimiento
- Velocidad máxima operativa (Vno): 975 km/h (606 MPH; 526 kt) Mach 0,83
- Velocidad crucero (Vc): 896 km/h (557 MPH; 484 kt)
- Alcance: 6437 km (3476 nmi; 4000 mi)
- Alcance en ferry: 10000 km
- Techo de vuelo: 12 345 m (40 502 ft)
- Empuje/peso: 0,003 kN/kg

### Armamento
- Cañones: 

  - 2x M24A1 de 20 mm
- Puntos de anclaje: 12 pilones subalares y 2 bodegas internas con una capacidad de 11000 kg, para cargar una combinación de:  
  - Bombas: bombas termonucleares de distinto tipo.

## Aeronaves relacionadas

### Desarrollos relacionados
- B-52 Stratofortress
- Boeing KC-135
- Boeing 707
- Convair B-36
- Convair YB-60

### Aeronaves similares
- Convair XB-46
- Martin P4M Mercator
- Martin XB-48
- North American B-45 Tornado
- English Electric Canberra
- Avro Vulcan
- Handley Page Victor
- BAC TSR-2
- Tupolev Tu-16
- Tupolev Tu-22
- Miasíshchev M-4

### Secuencias de designación
- Secuencia Numérica (interna de Boeing): ← 367-80 - 377 - 400 - 450 - 451 - 464 - 466 →
- Secuencia B-_ (Bombarderos del USAAC/USAAF/USAF, 1926-1962)): ← XB-44 - B-45 - XB-46 - B-47 - XB-48 - YB-49 - B-50 →